# Lasioserica dragon
Lasioserica dragon är en skalbaggsart som beskrevs av Miyake och Yamaya 2001. Lasioserica dragon ingår i släktet Lasioserica och familjen Melolonthidae. Inga underarter finns listade i Catalogue of Life.